# Musique country chrétienne
 (mars 2024).
La mise en forme du texte ne suit pas les recommandations de Wikipédia : il faut le « wikifier ».
Les points d'amélioration suivants sont les cas les plus fréquents. Le détail des points à revoir est peut-être précisé sur la page de discussion.
- Les titres sont pré-formatés par le logiciel. Ils ne sont ni en capitales, ni en gras.
- Le texte ne doit pas être écrit en capitales (les noms de famille non plus), ni en gras, ni en italique, ni en « petit »…
- Le gras n'est utilisé que pour surligner le titre de l'article dans l'introduction, une seule fois.
- L'italique est rarement utilisé : mots en langue étrangère, titres d'œuvres, noms de bateaux, etc.
- Les citations ne sont pas en italique mais en corps de texte normal. Elles sont entourées par des guillemets français : « et ».
- Les listes à puces sont à éviter, des paragraphes rédigés étant largement préférés. Les tableaux sont à réserver à la présentation de données structurées (résultats, etc.).
- Les appels de note de bas de page (petits chiffres en exposant, introduits par l'outil «  Source ») sont à placer entre la fin de phrase et le point final[comme ça].
- Les liens internes (vers d'autres articles de Wikipédia) sont à choisir avec parcimonie. Créez des liens vers des articles approfondissant le sujet. Les termes génériques sans rapport avec le sujet sont à éviter, ainsi que les répétitions de liens vers un même terme.
- Les liens externes sont à placer uniquement dans une section « Liens externes », à la fin de l'article. Ces liens sont à choisir avec parcimonie suivant les règles définies. Si un lien sert de source à l'article, son insertion dans le texte est à faire par les notes de bas de page.
- La présentation des références doit suivre les conventions bibliographiques. Il est recommandé d'utiliser les modèles {{Ouvrage}}, {{Chapitre}}, {{Article}}, {{Lien web}} et/ou {{Bibliographie}}. Le mode d'édition visuel peut mettre en forme automatiquement les références.
- Insérer une infobox (cadre d'informations à droite) n'est pas obligatoire pour parachever la mise en page.

Pour une aide détaillée, merci de consulter Aide:Wikification.
Si vous pensez que ces points ont été résolus, vous pouvez retirer ce bandeau et améliorer la mise en forme d'un autre article.
Sous-genres
Bluegrass
La musique country chrétienne est un style de musique chrétienne et un sous-genre du gospel et de la musique country. 
Comme d'autres formes de musique la création, la performance, la signification, et même la définition de la musique country chrétienne varie selon la culture et le contexte social. Elle est composée et réalisée pour de nombreux objectifs, allant du plaisir esthétique, des raisons religieuses ou cérémoniales avec un message positif, ou comme un divertissement pour le marché.

## Organisations
De nombreuses organisations de country chrétienne ont été courantes pendant plusieurs années. La plus ancienne de toutes ces organisations est l'International Country Gospel Music Association qui fut fondée en 1957. Ces organisations ont été fondées pour faire avancer la carrière des artistes de la même manière que la GMA, la NARAS ou la CMA. La plupart de ces associations ont des conventions annuelles qui accueillent des vitrines musicales et des remises de prix. La CCMA a attaqué la CMA en justice pour attribution d'une violation du droit au nom. La CCMA a renommé sa cérémonie de prix après qu'un juge fédéral prononce qu'ils ne pourraient plus utiliser le nom. Le nouveau non est la ICM Music Awards' qui signifie « Inspirational Country Music ». 

## Radio
La personnalité radio Bob Wilson fut l'un des premières personnalités radio à voir le potentiel du genre. Son émission hebdomadaire Gospel Country Round-up a été diffusée pendant de nombreuses années, jouant de la musique country chrétienne. La plupart des stations country ont uniquement une émission hebdomadaire de country gospel le dimanche.
La country chrétienne a plusieurs programmes syndiqués. La Country Gospel Countdown est diffusée depuis 1984 et syndiquée depuis 1988, le programme radio de The Country Parson avec l'hôte Scott Perkins est diffusée depuis 1995 et syndiquée depuis 1998. Today's Cross Country avec Marty Smith,  est diffusée depuis 1995, et syndiquée depuis 1996. Ken's Country Radio Show, La Radio Hour, Country Messenger, l'émission radio The Ranch sur KKUS, et Canadian a réalisé Riverside Country.
La Country Gospel Music Guild diffuse également un programme radio hebdomadaire tandis que Circuit Rider Radio diffuse sur la radio conventionnelle et par satellite dans le monde entier. 
D'autres émissions syndiquées du weekend qui comprennent l'Inspirational and Positive Country music sont Power Source Top 20, et enfin, la American Christian Music Review, pour les réseaux radio des stations unies. Ces programmes sont diffusés dans la nation entière chaque semaine  à la fois sur des stations de radio country et Southern Gospel.
AM/FM et les stations Internet qui jouent de la musique country chrétienne, 90.5 KJIC Christian Country Radio, CBN Cross Country, HLE Radio, Heaven's Country, 89.9 Today's Christian Country.

## Artistes
De nombreux artistes profanes de musique country ont enregistré des chansons country gospel ou les ont réalisées sur leur radios et programmes de télévision. De 1956 à 1960, deux émissions se terminaient généralement par un numéro d'évangile, qui fut populaire auprès des auditeurs : The Tennessee Ernie Ford Show et Red Foley's Ozark Jubilee.
D'autres émissions comme Hee Haw, le Barbara Mandrell et le Mandrell Sisters Show, et les Statler Brothers ont appliqué le même style de programmation. Par exemple, Hee Haw présentait une chanson gospel à la fin de chacune de ses émissions ; les stars de série Roy Clark, Buck Owens, Grandpa Jones et Kenny Price chantaient soit un hymne traditionnel soit une nouvelle bien connue par le mainstream country et les audiences de country chrétiennes, et le segment lui-même a servi d'équilibre à l'humour fou et à la manière du maïs[Quoi ?] de la série.
Le Grand Ole Opry, la plus longue émission de radio en cours et une des émissions les plus populaires de la musique country, a toujours inclus de la musique gospel dans le cadre de son programme. 
Dans le passé, la plupart de la musique country chrétienne était enregistrée par des groupes avec le style du southern gospel comme les Oak Ridge Boys, Mercy River Boys, The Cook Family Singers, Red Sovine, The Louvin Brothers et The Carter Family. Finalement, davantage d'artistes country - passant de Loretta Lynn et Dolly Parton à Alabama et Alan Jackson - enregistra des albums gospel tandis que la musique profane continuait de prendre de l'ampleur. Johnny Cash, un chrétien dévot malgré la vie troublée qu'il menait, enregistra plusieurs albums à succès et a toujours inclus une chanson chrétienne dans ses concerts. Ray Stevens, un musicien principalement connu pour sa comédie, a également enregistré un album de musique chrétienne et a mélangé des thèmes chrétiens dans ses parutions.
Bien que The Oak Ridge Boys commençait à sortir des chansons country profanes à la fin des années 70, ils ont toujours gardé leurs racines gospel en enregistrant des morceaux religieux et présentant des chansons gospel dans leurs concerts, ainsi qu'en publiant des chansons mettant l'accent sur les valeurs chrétiennes et l'unité familiale. Les Mercy River Boys ont dévoilé leur premier album, Breakout (Canaan Records) en 1979, établissant fermement le nouveau genre de country chrétienne. Don Cusic (Billboard Magazine, vol. 90, no 31), crédite Canaan Records pour former un groupe pour mélanger dans la musique country, améliorant « ce qui est essentiellement un bon produit (gospel) et le rend viable commercialement ». Les Mercy River Boys ont enregistré des succès dans la Country, le Southern gospel et les formats de Gospel traditionnels. D'autres groupes de Gospel ont suivi les Oak Ridge Boys et les Mercy River Boys dans la musique country chrétienne. 
De temps en temps, le gospel et les chansons à thème chrétien ont gagné un attrait grand public. Parmi les plus populaires de ces chansons incluant "Why Me" de Kris Kristofferson (1973, un appel à l'aide de Dieu et au pardon), "The Seeker" de Dolly Parton (1975, spirituel), "One Day at a Time" de Cristy Lane (1980, co-écrit par Kristofferson), "Three Wooden Crosses" de Randy Travis (2003, où une prostituée donne naissance à un homme qui devient probablement un pasteur), "Long Back Train" de Josh Turner (2003, sur la résistance à la tentation de Satan et plutôt suivre le Seigneur) ; "Jesus, Take The Wheel" de Carrie Underwood (2005, où une femme se tourne vers le Christ) et "When I Get Where I'm Going" de Brad Painsley (2006, à propos de l'au-delà).

## Magazine de country chrétienne
- Christian Music Weekly (anciennement CCRB) depuis 1990
- Power Source Magazine
- Circuit Rider Magazine
- Christian Country Gospel News
- Super Christian Country
- Singing News magazine